# Hoofdklasse 2019-20
La Hoofdklasse 2019-20 fue la edición número 87 de la Hoofdklasse, el torneo de fútbol principal de Surinam. La temporada comenzó el 6 de diciembre de 2019 y culminó el 16 de mayo de 2020. El Inter Moengotapoe fue el campeón defensor. La pandemia del COVID-19 la liga fue abandonado y no hay campeón ni descenso

## Equipos participantes
- ACoconut FC
- FC Inter Wanica
- FC West United
- Inter Moengotapoe
- Politie Voetbal Vereniging
- SCV Bintang Lair
- Surinaam National Leger
- SV Broki
- SV Leo Victor
- SV Notch
- SV Robinhood
- SV Santos
- SV Transvaal
- SV Voorwaarts

## Tabla de posiciones
Actualizado el 12 de Marzo de 2020
| Pos. | Equipo                     | Pts. | PJ | PG | PE | PP | GF | GC | Dif. |
| ---- | -------------------------- | ---- | -- | -- | -- | -- | -- | -- | ---- |
| 1.º  | Inter Moengotapoe          | 27   | 11 | 8  | 3  | 0  | 27 | 9  | 18   |
| 2.º  | SV Robinhood               | 25   | 11 | 8  | 1  | 2  | 29 | 11 | 18   |
| 3.º  | SV Leo Victor              | 20   | 11 | 6  | 2  | 3  | 19 | 17 | 2    |
| 4.º  | SV Broki                   | 18   | 10 | 5  | 3  | 2  | 26 | 14 | 12   |
| 5.º  | SV Transvaal               | 18   | 11 | 5  | 3  | 3  | 20 | 19 | 1    |
| 6.º  | Politie Voetbal Vereniging | 17   | 10 | 5  | 2  | 3  | 16 | 11 | 5    |
| 7.º  | SV Notch                   | 17   | 10 | 5  | 2  | 3  | 23 | 19 | 4    |
| 8.º  | SCV Bintang Lair           | 16   | 11 | 5  | 1  | 5  | 20 | 22 | −2   |
| 9.º  | FC West United             | 14   | 11 | 3  | 5  | 3  | 15 | 14 | 1    |
| 10.º | Surinaam National Leger    | 11   | 11 | 3  | 2  | 6  | 10 | 24 | −14  |
| 11.º | SV Voorwaarts              | 10   | 11 | 2  | 4  | 5  | 22 | 19 | 3    |
| 12.º | ACoconut FC                | 6    | 10 | 1  | 3  | 6  | 12 | 24 | −12  |
| 13.º | FC Inter Wanica            | 6    | 11 | 1  | 3  | 7  | 13 | 28 | −15  |
| 14.º | SV Santos                  | 2    | 11 | 0  | 2  | 9  | 16 | 35 | −19  |